# Callangania brunneri
Callangania brunneri är en insektsart som beskrevs av Liana 1980. Callangania brunneri ingår i släktet Callangania och familjen Proscopiidae. Inga underarter finns listade i Catalogue of Life.